# 삼천사계곡
삼천사계곡(三千寺溪谷)은 서울특별시 은평구 진관동 북한산에 있는 계곡이다. 인근에 북한산성과 삼천사, 해발 333m의 응봉이 있다.

## 같이 보기
- 북한산
- 북한산성
- 은평구